# カルバゾクロムスルホン酸
カルバゾクロムスルホン酸ナトリウム（カルバゾクロムスルホンさんナトリウム、Carbazochrome sodium sulfonate）は、血管収縮薬の一つである。アドレノクロムの誘導体にあたる。カルバゾクロムスルホン酸は日本でのみ販売されており:28、米国では、同様の目的で非スルホン酸化体のカルバゾクロムが用いられている。

## 効能・効果
- 毛細血管抵抗性の減弱及び透過性の亢進によると考えられる出血傾向（例えば紫斑病等）
- 毛細血管抵抗性の減弱による皮膚あるいは粘膜及び内膜からの出血、眼底出血・腎出血・子宮出血
- 毛細血管抵抗性の減弱による手術中・術後の異常出血

## 作用機序
細血管の血管透過性亢進を抑制し、また、血管抵抗性を増強させる:14。また、出血時間を短縮させる。
カルバゾクロムは、アドレノクロムのセミカルバゾンであり、血小板表面のα-アドレナリン受容体と相互作用し、Gqタンパク質と結合してPLC IP3/DAG経路を開始し、細胞内の遊離カルシウム濃度を上昇させ、その後の作用を及ぼす。
- PLA2を活性化し、アラキドン酸経路（英語版）を誘導してエンドペルオキシド（TxA2、トロンボキサンA2）を合成する。
- カルシウムがカルモジュリンに結合し、カルモジュリンがミオシン軽鎖キナーゼに結合して活性化することで、ミオシンクロスブリッジがアクチンフィラメントに結合し、収縮が開始される。これにより血小板の形状が変化し、セロトニン、ADP、vWF（Von Willebrand factor）、PAF（Platelet-activating factor）の放出が誘発され、更なる凝集と接着が促進される。

## 化学的特徴
カルバゾクロムスルホン酸の六員環は、核内互変異性により芳香環となる。

## 参考資料
1. ↑  “アドナ錠10mg／アドナ錠30mg／アドナ散10％ 添付文書”. www.info.pmda.go.jp.   PMDA. 2021年5月5日閲覧。
2. 1 2  “アドナ錠10mg／アドナ錠30mg／アドナ散10％ インタビューフォーム”.   PMDA. 2021年5月5日閲覧。